# 時國康夫
時國 康夫（ときくに やすお、1926年5月11日 - 1998年8月11日）は日本の裁判官。神奈川県生まれ。キリンビール社長の時國益夫は父。

## 概要
1950年に東京大学法学部卒業。1952年に宇都宮地裁判事補に就任。1958年から1960年にかけて、ハーバード・ロースクールとミシガン・ロースクールに留学。当時、ハーバードには東京大学から芦部信喜が留学しており、二人は互いに親交を深めて、日本における憲法訴訟論を語り合った。その後、芦部とともに1961年から司法研修所において、憲法訴訟についてのジョイント・セミナーを実施した。
留学の成果を論文で次々と発表し、裁判官としては主に刑事畑を歩く。1966年から旭川地裁判事を務めて猿払事件を担当し、1968年3月25日に地裁判決を出した。1968年4月から最高裁調査官となり、高田事件等に関与した。1973年4月に東京高裁判事となり、西山事件や四畳半襖の下張事件を担当した。1979年10月に旭川地裁所長、1981年11月に東京高裁判事、1986年7月に千葉地裁所長を経て、1988年1月に東京高裁刑事部総括判事を務め、ロッキード事件全日空ルートやロス疑惑を担当した。1990年4月に広島高裁長官を務め、1991年5月に定年退官した。
1998年8月に死去。